# 桜井谷村
桜井谷村（さくらいだにむら）は、大阪府豊能郡に存在した村である。

## 概要
現在の豊中市北部にあたる。1936年10月15日に豊中町、麻田村、熊野田村と同じく豊中市新設のため、豊中市に編入合併された。

## 歴史
- 1889年（明治22年）4月1日 -　豊島郡野畑村、少路村、内田村、柴原村、北刀根山村、南刀根山村が合併して、豊島郡桜井谷村が発足。
- 1896年（明治29年）4月1日 -　郡の統合により豊能郡が成立。
- 1935年（昭和10年）8月10日 - 集中豪雨により千里川以北の住家がことごとく冠水[1]。
- 1936年（昭和11年）10月15日 -　豊能郡豊中町、麻田村、熊野田村と合併して、豊中市となる。

## 周辺
- 箕面有馬電気軌道豊中駅
- 豊中市立桜井谷小学校